# Willey-Gletscher
Der Willey-Gletscher ist ein stark zerklüfteter Gletscher an der Rymill-Küste des Palmerlands auf der Antarktischen Halbinsel. Er fließt nördlich der Creswick Peaks vom Creswick Gap in westlicher Richtung zum George-VI-Sund.
Das UK Antarctic Place-Names Committee benannte ihn 1976 nach Lawrence Edward Willey (* 1943), der als Geologe auf den Stationen des British Antarctic Survey am Fossil Bluff (1966–1969) und auf Stonington Island (1973) tätig war.